# Ganddal (przystanek kolejowy)
Ganddal – kolejowy przystanek osobowy w Ganddal, w regionie Rogaland w Norwegii, jest oddalony od Stavanger o 18,9 km a od Oslo Sentralstasjon o 580,55 km. Leży na wys. 22,5 m n.p.m.

## Ruch pasażerski
Należy do linii Sørlandsbanen. Jest elementem Jærbanen - kolei aglomeracyjnej w Stavanger i obsługuje lokalny ruch między Stavanger, Nærbø i Egersund. Pociągi odjeżdżają co pół godziny do Nærbø i co godzinę do Egersund. 

## Obsługa pasażerów
Poczekalnia, parking na 50 miejsc, parking rowerowy. Odprawa podróżnych odbywa się w pociągu.